# امیلیو چیگولی
امیلیو چیگولی (انگلیسی: Emilio Cigoli؛ ۱۸ نوامبر ۱۹۰۹ – ۷ نوامبر ۱۹۸۰) بازیگر و صداپیشه اهل ایتالیا بود. از فیلم‌هایی که وی در آن نقش داشته است، می‌توان به شیار هلو، فقط تو را دوست دارم، واکسی، داستان عشق، ورای عشق و فرشته سپید اشاره کرد.

## زندگینامه
او در ۴۱ فیلم در طی دوران بازیگریش ظاهر شد غالباً در نقش یک بازیگر مکمل. اما او در دوبله موفقیت‌های بزرگی به دست آورد در نهایت کار صدای بیشتر از ۷۰۰۰ فیلم را انجام داد. می‌توان گفت او صدای ایتالیایی هر ستاره بزرگ هالیوودی مانند جان وین، گری کوپر، کلارک گیبل، چارلتون هوستون، برت لنکستر و اورسن ولز بود.

او در لیورنو به دنیا آمد و در رم درگذشت.